# Colanthura bruscai
Colanthura bruscai är en kräftdjursart som beskrevs av Gary C.B. Poore 1984. Colanthura bruscai ingår i släktet Colanthura och familjen Paranthuridae. Inga underarter finns listade i Catalogue of Life.